# Rödkindad sparv
Rödkindad sparv (Emberiza fucata) är en fältsparv inom släktet Emberiza som häckar från Centralasien och österut till Korea och Japan. Vintertid flyttar den så långt söderut som till Sydostasien. Den är en mycket sällsynt gäst i Europa, med ett fynd i Sverige, i Stockholms skärgård 2011. IUCN kategoriserar den som livskraftig.

## Utseende och läte

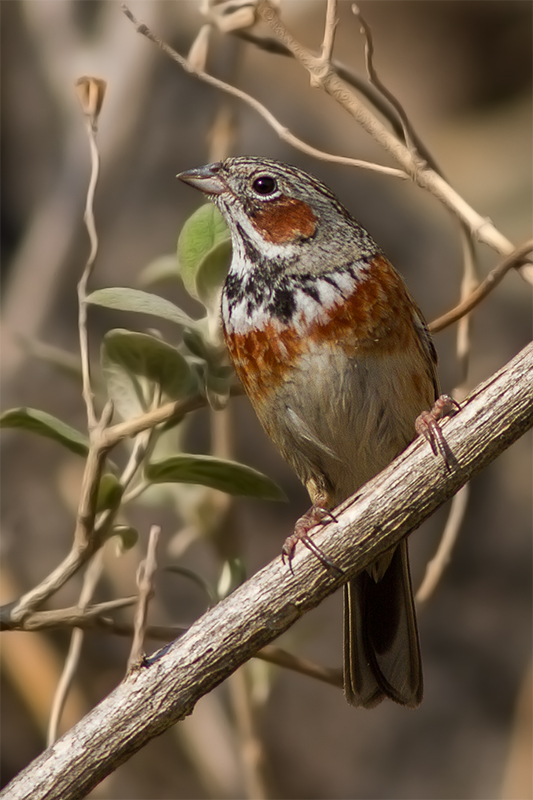
Rödkindad sparv i häckningsdräkt fotograferad i indiska Uttarakhand.

Rödkindad sparv är en kraftig Emberiza-sparv som blir 15–16 cm lång. Dess fjäderdräkt är brun på ovansidan och sandfärgad på undersidan. I alla dräkter är den kraftig mörkstreckad har varmbruna örontäckare och övergump och tydlig vit orbitalring. Hane i adult sommardräkt har mörkstreckad grå hjässa och nacke och tydliga roströda örontäckare som kontrasterar mot det vita submustaschstrecket. Hakan och övre delen av bröstet är vitt och det svarta strupsidesstrecken sträcker sig ned på bröstet och bildar ett svartfärgat, oregelbundet, halvmåneformat parti. Det vita bröstet avgränsas mot den beigefärgade buken av ett rostbrunt bröstband. Honan har en liknande fjäderdräkt men är mindre kontrastrik och har ett mindre distinkt färgat huvud och bröst. Under första vintern är fjäderdräkten mindre distinkt men uppvisar varmbruna örontäckare och tydlig ljus orbitalring.
Underarten E. f. arcuata är mörkare än nominatformen, med kraftigare svart bröstteckning och bredare rödbrunt bröstband, hos båda könen. E. f. kuatunensis har mörkare fjäderdräkt och är mer rödbrun på ovansidan men dess bröstband är smalare än hos arcuata.
Dess röst påminner om videsparvens, men är något svagare. Sången börjar med ett snabbt kvittrande i accelererande staccato, som sedan avslutas med en fras om två eller tre distinkta toner. Locklätet är ett explosivt "pzick".

## Utbredning och systematik
Häckningsområdet för rödkindad sparv sträcker sig från pakistanska Himalaya och lokalt i Kina, samt vidare österut till sydöstra Sibirien, Korea och norra Japan. De norra häckningsbestånden är flyttfåglar och övervintrar i södra Japan, södra Kina, Taiwan, nordöstra Indien och Sydostasien. Den uppträder sällsynt i Kazakstan, Uzbekistan och Afghanistan. I det senare landet har den även häckat. Det finns en observationer av arten ifrån Malaysia. Vid fyra tillfällen har den observerats i Västeuropa. Första gången var i oktober 2004 på Fair Isle, Skottland och i oktober 2011 observerades en individ på ön Understen i Singö skärgård, i Uppland, Sverige. Därefter har arten även setts återigen i Shetlandsöarna 2012 samt 2019 på Scillyöarna utanför Cornwall i England.

### Underarter
Arten delas upp i tre underarter med följande utbredning:
- Emberiza fucata fucata – nominatformen häckar i de nordliga delarna av utbredningsområdet, från östra Mongoliet och sydöstra Transbajkal österut till sydöstra Ryssland, nordöstra Kina (Heilongjiang), Sachalin, Korea och Japan (södra Kurilerna och Hokkaido söderut till södra Honshu och Kyushu); övervintrar i södra Japan, södra Korea, södra Kina inklusive Hainan och sällsynt även på Taiwan
- Emberiza fucata arcuata –  häckar i Himalaya från norra Pakistan österut till västra Nepal och södra Kina (norra Yunnan); övervintrar i nedre delar av västra Himalaya
- Emberiza fucata kuatunensis – förekommer i östra Kina (Zhejiang och Fujian); övervintrar till sydöstra Kina, Bangladesh, norra och centrala Myanmar och norra Indokina

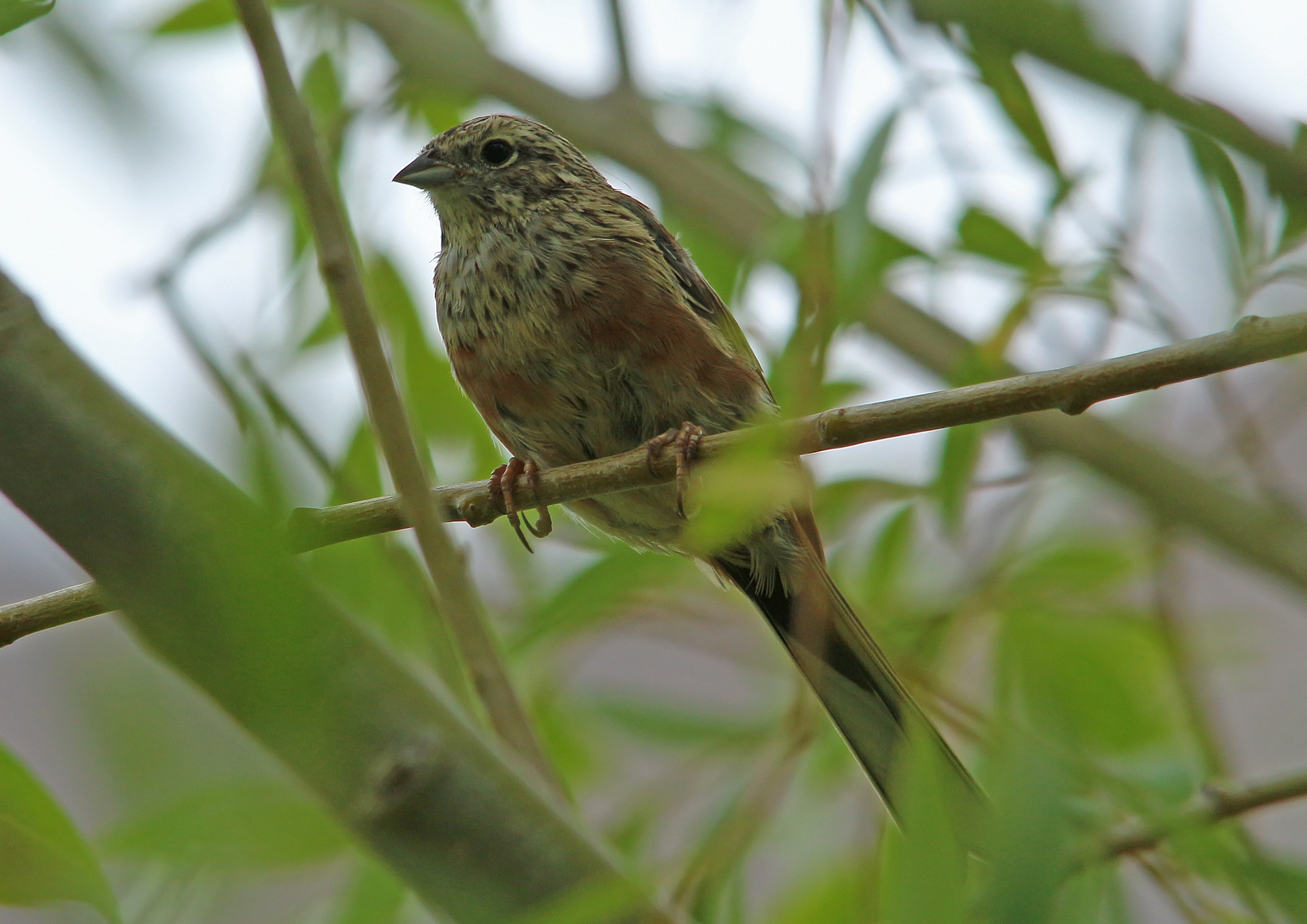
Rödkindad sparv fotograferad i Pakistan.

### Släktskap
Genetiska studier visar att rödkindad sparv tillhör en klad inom släktet Emberiza där även arter som kornsparv, gulsparv, klippsparv och ortolansparv ingår, men inte exempelvis sävsparv eller svarthuvad sparv. Där utgör den en egen utvecklingslinje, systerart till resten av kladen utom kornsparv.

## Ekologi
Rödkindad sparv häckar i öppna gräsmarker med buskage som hagar och i utkanten av våtmarker. Den häckar på höjder upp till 2750 meter över havet. Den övervintrar i öppna marker och jordbruksbyggd på upp till 1900 meter över havet. Det skålformiga boetplaceras på marken eller lågt i en buske. Den lägger vanligtvis fyra ägg men kullar med tre till sex stycken förekommer. Äggen är vitaktiga med rödbruna prickar. De ruvas i cirka tolv dagar. Häckningssäsongen varierar från maj till augusti i Indien, maj till juli i Honshu och juni till augusti i Hokkaido.

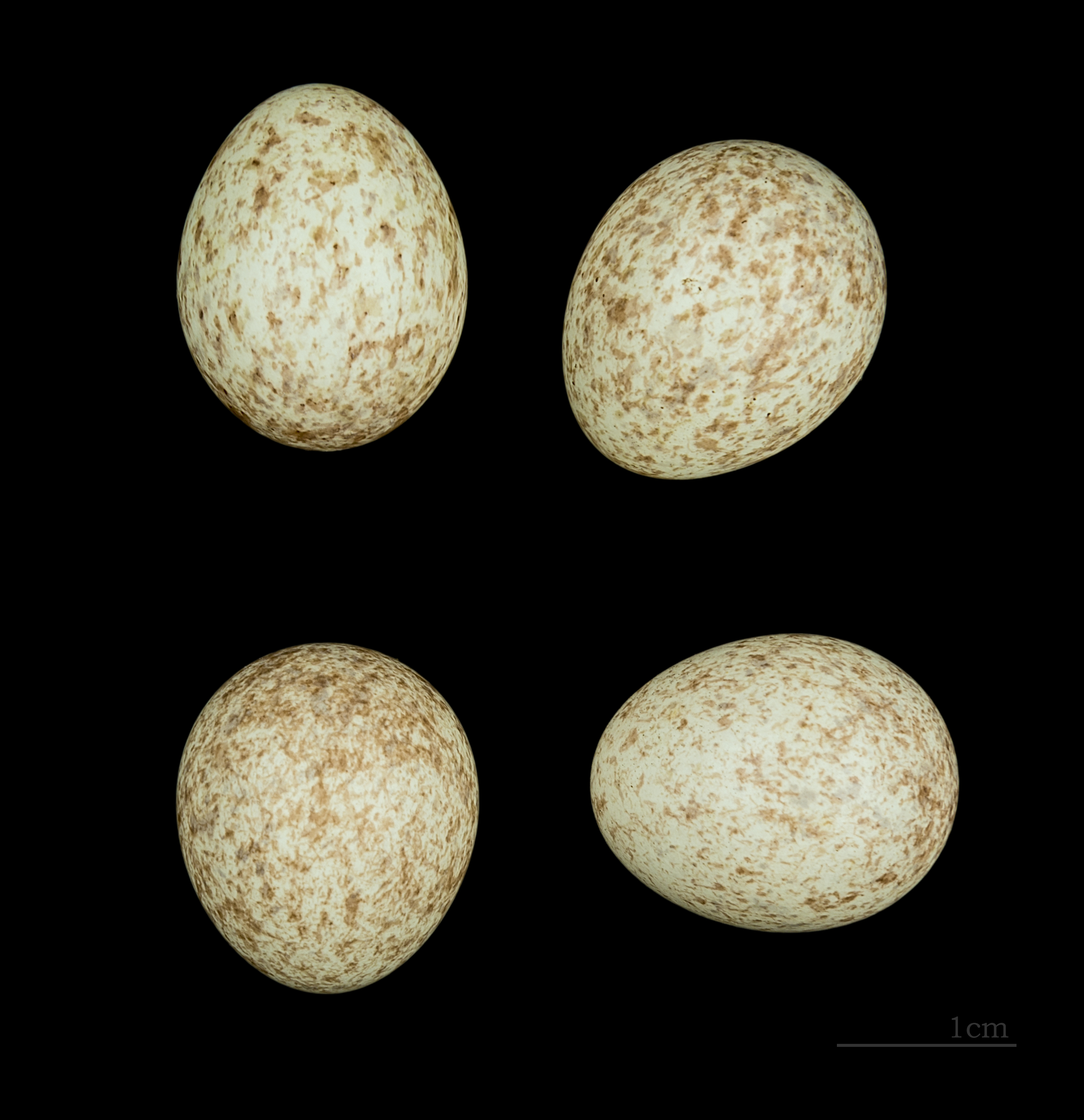
Ägg från rödkindad sparv.

## Status och hot
Rödkindad sparv har ett stort utbredningsområde och en stabil populationstuveckling. Arten tros inte vara utsatt för något substantiellt hot. Internationella naturvårdsunionen IUCN kategoriserar den därför som livskraftig. Världspopulationen har inte uppskattats, men den beskrivs som vanlig eller lokalt vanlig.

## Namn
Rödkindade sparvens vetenskapliga artnamn fucata betyder "rödmålad", efter latinets fucare, "att måla röd".